# Unicaecum ruszkowskii
Unicaecum ruszkowskii är en plattmaskart. Unicaecum ruszkowskii ingår i släktet Unicaecum och familjen Spirorchiidae. Inga underarter finns listade i Catalogue of Life.